# Хип-хоп плес
Хип-хоп плес се првобитно играо уз хип-хоп музику, или се развио као део хип-хоп културе. Хип-хоп музика, а такође и игра се може поделити на стару школу (old school) и нову школу (new school). Хип-хоп плесни облици су се појавили као независни, и многи људи га данас играју без обзира што имају мало или никакве везе са оригиналном културом. Оригиналан играчки облик у хип-хоп култури су створили субжанрови, а један од њих је брејкденс. 

## Хип-хоп старе школе
У хип-хоп игру старе школе припадају стилови који су се развили 70-их и 80-их година и првобитно су се играли уз фанк (funk) и хип-хоп музику старе школе. Брејкденсе (Breakdance) је најпознатији од свих хип-хоп стилова, и сматран је као темељ саме хип-хоп културе. У 80-им годинама многи стилови фанк игре који су се у оригиналу развијали одвојено од хип-хопа, као што су попинг (popping) и локинг (locking), почели су да се стапају са хип-хоп културом, а некад се ови облици играју заједно са брејденсом.

## Стилови нове хип-хоп школе
Током 90-их година хип-хоп музика се развијала, и отишла даље од фанка, али је постала спорија, сложенија и агресивнија. Ово је ослободило пут новим стиловима игре, и већина ових игара су фокусиране као супротност брејкденса који је добро познат по играчким елементма који се већином изводе на поду. Нови стилови игре су имали инспирацију и у старијим уличним стиловима (street dance) који су се интегрисали у нешто потпуно друго и ново. Неки специфични стилови нове школе су: krumping, harlem shake, snap dancing, grinding, chicken noodle soup и hyohy. Многи нови стилови игре се могу видети данас у музичким спотовима на телевизији (као што је популарни MTV).